# Turanovac
Turanovac falu Horvátországban Verőce-Drávamente megyében. Közigazgatásilag Lukácshoz tartozik.

## Fekvése
Verőce központjától 6 km-re északra, községközpontjától 3 km-re északnyugatra, Nyugat-Szlavóniában, a Barcsot Daruvárral és Pakráccal összekötő 5-ös számú főútvonal mentén fekszik. Házai teljesen egybeépültek a szomszédos Kapela Dvor településsel.

## Története
Miután 1684-ben Verőcét felszabadították a török uralom alól területe majdnem teljesen lakatlan volt és rengeteg szántóföld maradt műveletlenül. Ezért a bécsi udvar elhatározta, hogy a földeket a betelepítendő családok között osztja fel. A kihalt területre a 17. század utolsó évtizedétől főként Kapronca, Kőrös és Szentgyörgyvár vidékéről telepítettek be horvát ajkú lakosságot.
Az első katonai felmérés térképén „Dorf Turanovach” néven találjuk. Lipszky János 1808-ban Budán kiadott repertóriumában „Turanovacz” néven szerepel. Nagy Lajos 1829-ben kiadott művében „Turanovacz” néven 86 házzal, 489 katolikus vallású lakossal találjuk. Verőce vármegye Verőcei járásának része volt.
A falunak 1857-ben 750, 1910-ben 1.290 lakosa volt. 1910-ben a népszámlálás adatai szerint lakosságának 85%-a horvát, 14%-a magyar anyanyelvű volt. Az I. világháború után 1918-ban az új szerb-horvát-szlovén állam, majd később (1929-ben) Jugoszlávia része lett. 1991-ben 887 főnyi lakosságának 95%-a horvát nemzetiségű volt. 2011-ben falunak 695 lakosa volt.

## Lakossága
| Lakosság változása | Lakosság változása | Lakosság változása | Lakosság változása | Lakosság változása | Lakosság változása | Lakosság változása | Lakosság változása | Lakosság változása | Lakosság változása | Lakosság változása | Lakosság változása | Lakosság változása | Lakosság változása | Lakosság változása | Lakosság változása |
| ------------------ | ------------------ | ------------------ | ------------------ | ------------------ | ------------------ | ------------------ | ------------------ | ------------------ | ------------------ | ------------------ | ------------------ | ------------------ | ------------------ | ------------------ | ------------------ |
| 1857               | 1869               | 1880               | 1890               | 1900               | 1910               | 1921               | 1931               | 1948               | 1953               | 1961               | 1971               | 1981               | 1991               | 2001               | 2011               |
| 750                | 808                | 830                | 928                | 1.135              | 1.290              | 1.303              | 1.532              | 1.560              | 1.575              | 1.476              | 1.190              | 970                | 887                | 825                | 695                |

## Nevezetességei
A Havas Boldogasszony tiszteletére szentelt kápolnája.

## Kultúra
KUD „Seljačka Sloga” Turanovac kulturális és művészeti egyesületet 1999-ben alapították. Fennállásuk óta nemcsak az ország területén, hanem külföldön is többször felléptek. Őrzik a falu népdalait, néptáncait, népviseletét.

## Oktatás
A település első iskoláját az akkori birtokosa pribéri, vuchini és dunaszekcsői Jankovich-Bésán Géza adományozta területen építették fel 1894-ben. Az utolsó teljes nyolcosztályos iskolai tanítási év az 1967/68-as tanév volt az épületben. Azóta a felső tagozatos gyermekek Gornje Bazjéra járnak iskolába. A mai iskola épülete 2000-ben épült, mintegy 20 tanuló látogatja.

## Sport
Az ŠD Turanovac sportegyesületet 1947-ben alapították. Labdarúgói jelenleg a megyei 2. ligában szerepelnek.